# Königsfrieden (Rechtsgeschichte)

Bruch des Friedensbanns. Ein Mann greift einen Mann mit einer Axt in einem Haus an. Vor dem Haus steht ein blutiger Mann. Illustration aus Magnus Erikssons Landrecht von 1430.

Der Königsfrieden, auch Königsbann, schützte im Mittelalter Leib, Leben und Habe von Untertanen kraft besonderer königlicher Banngewalt (Strafgewalt). Der Schutz wurde von den Begünstigten durch Abgaben erkauft und bei Verletzung durch Bußgelder geahndet.
Ursprünglich erstreckte sich der Königsfrieden lediglich auf tatsächliche Besitzungen des Königs, beispielsweise Gutshöfe des Kronguts, und auf Einrichtungen, die mit fiskalischen Hoheitsrechten (Regalien) verbunden waren (Straßen, Brücken). Im weiteren Sinne konnten auch Märkte (pax forensis) oder ganze Ansiedlungen unter den Königsfrieden fallen, was im Regelfall mit Zahlungen oder Lehnseiden verbunden war und die Unabhängigkeit von lokalen Fürsten zur Folge hatte. Ähnlich verhielt es sich mit ganzen Bevölkerungsgruppen, beispielsweise mit den Juden, die dem Judenregal des Königs unterstanden. Das Friedensgebot gegenüber Reisenden und Händlern ging im Spätmittelalter als Geleitrecht auf die Landesfürsten über.
Anders als im englischen Parlamentarismus, wo der Friedensbann des Monarchen in die Trägerschaft des Parlaments verlagert wurde, hat sich in Deutschland keine Asylfunktion des Parlamentsgebäudes für Straftäter, säumige Schuldner oder sonst von staatlichen Zwangsmaßnahmen bedrohte Individuen entwickelt.